# Sept de Cambridge

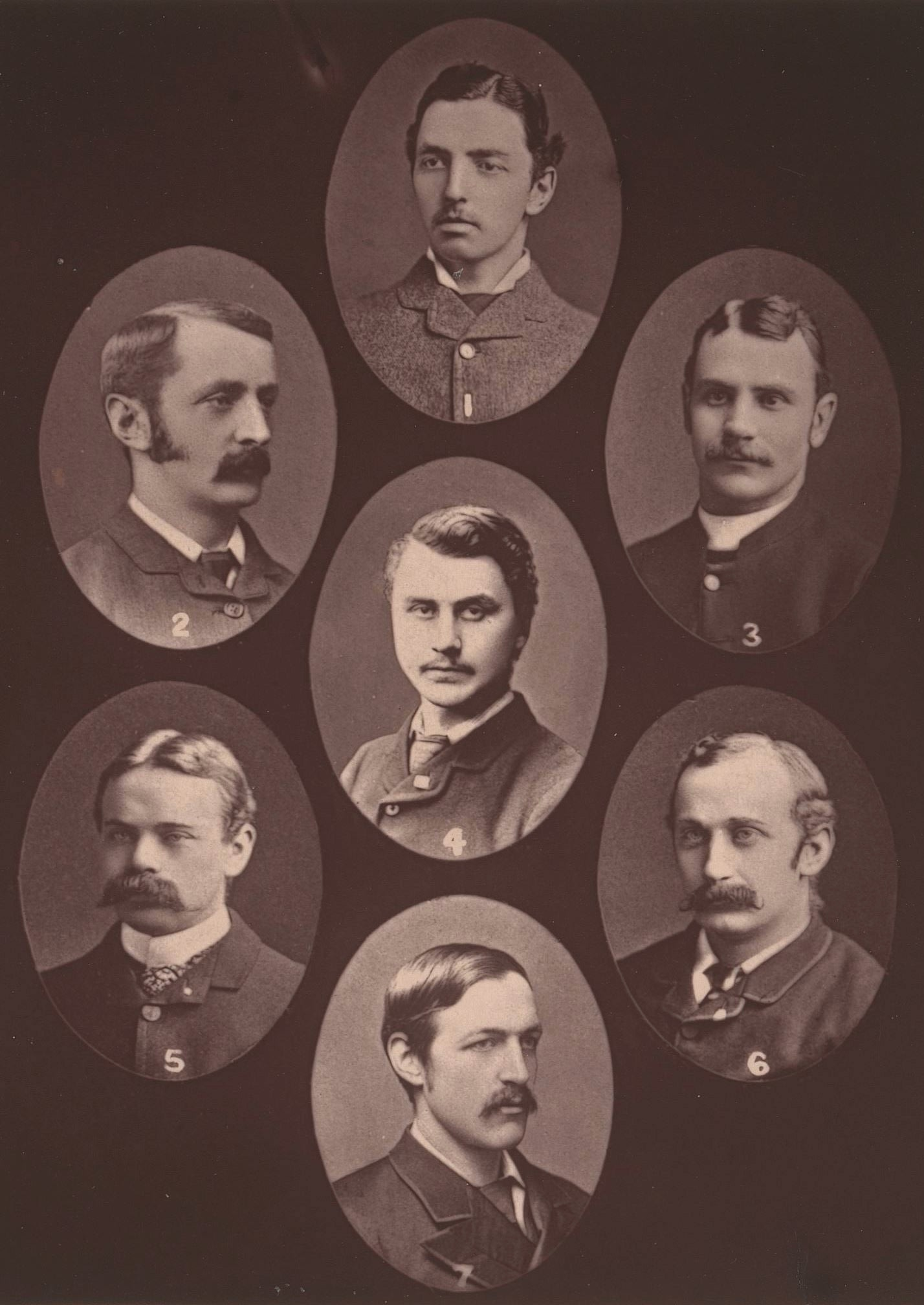
Les portraits des Sept de Cambridge : 1, Charles Thomas Studd ; 2, Dixon Edward Hoste ; 3, William Wharton Cassels ; 4, Stanley P. Smith ; 5, Cecil H. Polhill-Turner ; 6, Arthur T. Polhill-Turner ; 7, Montagu Harry Proctor Beauchamp.

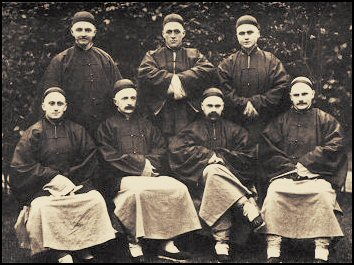
Les Sept de Cambridge en vêtements chinois en 1885.

Les Sept de Cambridge sont sept étudiants de l'Université de Cambridge qui décident en 1885 de devenir missionnaires en Chine. Ce groupe est composé de :
- Charles Thomas Studd
- Montagu Harry Proctor Beauchamp
- Stanley P. Smith
- Arthur T. Polhill-Turner
- Dixon Edward Hoste
- Cecil H. Polhill-Turner
- William Wharton Cassels

## Préparations
Ayant été acceptés en tant que missionnaires par Hudson Taylor de la société de missions protestantes chrétiennes en Chine, l'OMF, ils prévoient de partir en Chine au début du mois de février 1885. Avant de partir les sept partent à travers le pays afin de faire leurs adieux et de diffuser leur message. C'est pendant cette tournée que quelqu'un les surnomme les « Sept de Cambridge ».
Le mois suivants, les sept étudiants visitent les campus universitaires d'Angleterre et d'Écosse, tenant des conférences. La Reine Victoria reçoit avec plaisir le livret contenant leur témoignage. L'histoire de leur départ est racontée dans l'ouvrage qui devint un Best-seller national, The Evangelisation of the World: A Missionary Band. Leur influence s'étend jusqu'en Amérique où elle conduit à la formation du Mouvement d'Étudiants Volontaire fondé par Robert Wilder.
Tous les sept deviennent des chrétiens nés de nouveau et leurs croyances les poussent à aller en Chine en 1885 pour étendre cette croyance et aider la population locale. La plupart d'entre eux sont restés missionnaires durant le reste de leurs vies. Ils sont grandement influencés par le livre de Taylor : China's Spiritual Need and Claims. Le frère de Charles Studd, Kynaston aide les sept dans leurs préparations pour leur départ.